# Metro Sevilla
| Metro de Sevilla                                      | Metro de Sevilla     |
| ----------------------------------------------------- | -------------------- |
| Hochbahnabschnitt mit Triebwagen des Typs CAF Urbos 2 |                      |
| Liniennetz der Metro Sevilla                          |                      |
| Streckenlänge:                                        | 18,2 km              |
| Spurweite:                                            | 1435 mm (Normalspur) |
| Stromsystem:                                          | 750 V =              |
| Streckengeschwindigkeit:                              | 70 km/h              |
|                                                       |                      |

Die Metro Sevilla ist ein mit vier Linien geplantes Stadtbahnnetz der spanischen Großstadt Sevilla, dessen erste Linie am 2. April 2009 eröffnet wurde. Die Bahn ist mit der als MetroCentro bezeichneten Straßenbahn der städtischen Gesellschaft TUSSAM im Stadtzentrum verbunden.
Die Betreibergesellschaft Metro de Sevilla Sociedad Concesionaria de la Junta de Andalucía, S.A. ist zu 11,77 % im Eigentum der Regierung von Andalusien und zu 88,23 % im Eigentum von Globalvia.

## Geschichte
Bereits am 1. Januar 1977 wurde mit dem Bau eines Metronetzes mit drei Linien begonnen. 1983 wurden die Arbeiten eingestellt, da Schäden an historischen Bauten befürchtet wurden. Auch ökonomisch wurde das Projekt kritisiert, da Sevilla zu jener Zeit kein großes Bevölkerungswachstum aufwies.
Beflügelt durch den Bauboom von U-Bahnen in Spanien ab 1990 und die dynamische Entwicklung nach der Expo 92 wurde der Bau einer Metro mit veränderter Planung wieder aufgegriffen. Ein altes Tunnelstück zwischen Prado und der Avenida de Menéndez Pelayo könnte künftig von der Linie 3 genutzt werden.
Bei der Neuplanung der Trassenführung wurde eine Untertunnelung der historischen Altstadt vermieden. Sie wird stattdessen durch die Straßenbahn erschlossen, deren erster Abschnitt im Oktober 2007 in Betrieb ging. Für den Betrieb der Metro wurde eine eigene Betreibergesellschaft gegründet.

## Ausbau und Planungen
| Linie | Bezeichnung                      | Länge   | Stationen | In Betrieb | Eröffnung     |
| ----- | -------------------------------- | ------- | --------- | ---------- | ------------- |
|       | Ciudad Expo - Olivar Quintos     | 18 km   | 22        | 22         | 2. April 2009 |
|       | Torreblanca - Puerta Triana      | 13,4 km | 18        | –          | –             |
|       | Pino Montano - Hospital de Balme | 11,5 km | 17        | –          | im Bau        |
|       | Ringlinie                        | 17,7 km | 24        | –          | –             |

### Linie 1
Ciudad Expo – Olivar de Quinto (Südwest–Südost)
- Kosten: 428,5 Mio. €
- Länge: 18,9 km
- Bahnhöfe: 22
- Passagiere (erwartet): 14 Mio. pro Jahr

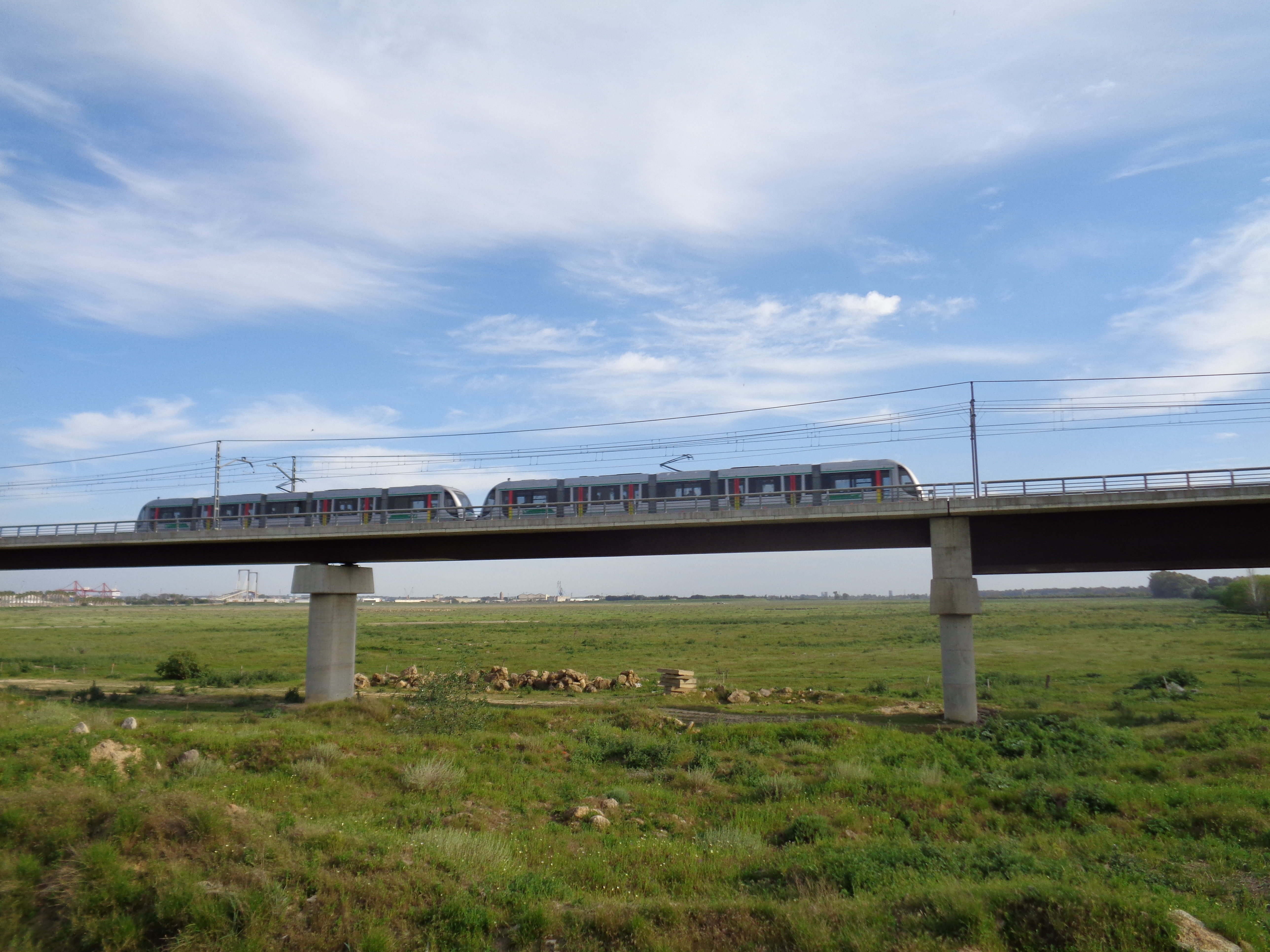
CAF Urbos 2 der Metro in Doppeltraktion

Die 18 km lange Linie 1 verläuft vom südwestlich des Zentrums gelegenen Ausstellungsgelände Ciudad Expo am Westufer des Guadalquivir zunächst vorwiegend oberirdisch. Der kanalisierte Fluss wird auf einer Brücke, dessen Altarm drei Stationen weiter östlich im Tunnel gekreuzt. Die Strecke unterquert dann das Stadtzentrum und wendet sich östlich der Station 1º de Mayo nach Südosten zum in der Vorstadt Montequinto gelegenen Endpunkt Olivar de Quinto. Zwischen der Stationen Cocheras und dem Streckenende verläuft sie erneut zum großen Teil oberirdisch.
Der Abschnitt von Ciudad Expo bis Condequinto wurde – mit Ausnahme der Stationen Puerta Jerez und Guadaira – am 2. April 2009 in Betrieb genommen, die restliche Strecke am 23. November jenes Jahres. Von den 22 vorgesehenen Stationen sind inzwischen 21 in Betrieb. 60 % der Trasse und 15 der 21 Haltestellen wurden unterirdisch angelegt. Die Außenstrecken erhielten eine Doppelfahrleitung mit Hochkette, in den Tunnelabschnitten wurden Deckenstromschienen montiert. Südlich der Haltestelle Cocheras liegt der Betriebshof mit Hauptwerkstatt und einer Abstellanlage.
Das größte Fahrgastaufkommen weist die am 16. September 2009 eröffnete Station Puerta Jerez auf, wo von und zur Straßenbahn umgestiegen werden kann. Die Haltestelle San Bernardo ist Umsteigebahnhof zu Nahverkehrszügen der RENFE. Der Zugang zu den Stationen erfolgt über automatische Bahnsteigsperren, deren 65 m lange und 300 mm hohe Bahnsteige sind mit Bahnsteigtüren ausgestattet. Die Abfertigung der Züge erfolgt über Bahnsteigkameras und -monitore durch den Fahrer. Werktags verkehren die Züge von 6.30 bis 23.00 Uhr, an Wochenenden bis 2.00 Uhr morgens.
Geplant sind Umstiegsmöglichkeiten zu zwei zukünftigen Linien an den Bahnhöfen Parque de los Príncipes (Linie 4), Prado (Linie 3), 1º de Mayo (Linie 4). Zur geplanten Linie 2 ist noch keine Verknüpfung vorgesehen.
Am Bahnhof Pablo de Olavide ist eine Umstiegsmöglichkeit zur Straßenbahn Alcalá de Guadaíra geplant.

### Linie 2 (in Planung)
Torreblanca-Sevilla Este-Puerto Triana (Ost–West)
Die geplante Linie 2 soll das Stadtzentrum in Ost-West-Richtung unterqueren. Im Osten ist ein zusätzlicher Linienast (Linie 2b) zum Flughafen geplant.
Umstiegsmöglichkeiten sind an den Bahnhöfen Torretriana (Linie 4), Amador de los Ríos (Linie 3) und Av. Andalucía (Linie 4) geplant.

### Linie 3 (im Bau)
Pino Montano-Los Bermejales (Nord–Süd)
Die Linie 3 soll zukünftig das Stadtzentrum von Nord nach Süd unterqueren. Ein Umstieg wird in Amador de los Ríos (Linie 2), Prado (Linie 1) und Reina Mercedes (Linie 4) möglich sein.

### Linie 4 (in Planung)
Cartuja-Tamarguillo-Reina Mercedes (Ringlinie)
Die Linie 4 ist als Ringlinie um das historische Zentrum der Stadt geplant. Sie wird an den Bahnhöfen Torretriana (Linie 2), Parque de los Príncipes (Linie 1), Reina Mercedes (Linie 3) und Av. Andalucía (Linie 2) einen direkten Umstieg ermöglichen. Die U-Bahnhöfe C. Hidalgo (Linie 1) und Dr. Leal Castaño (Linie 3) liegen nah an einem anderen Bahnhof.

## Fahrzeuge

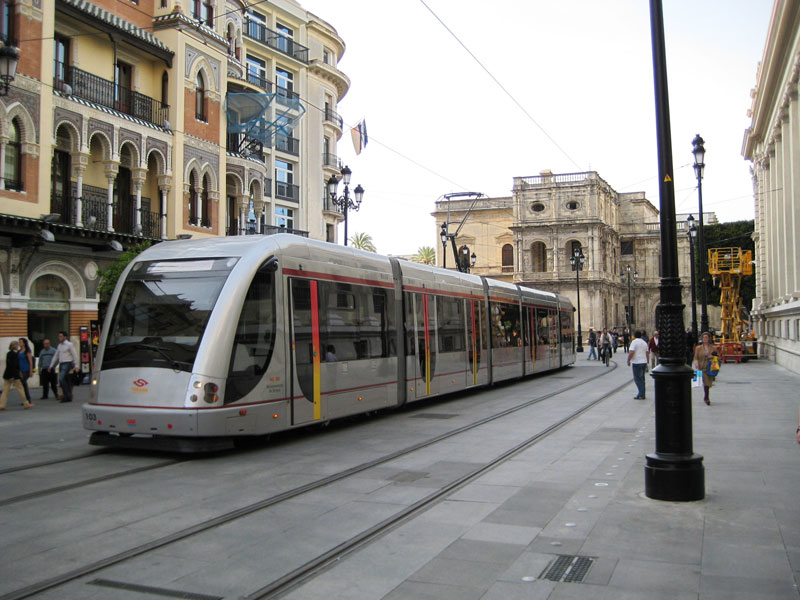
Wagen 103 – hier noch 2008 als Straßenbahnfahrzeug – läuft mittlerweile bei der Metro

Auf der Linie 1 verkehren niederflurige Triebwagen des Typs Urbos 2 von Construcciones y Auxiliar de Ferrocarriles (CAF) in Zweirichtungsausführung. Sie sind identisch mit jenen der ersten Generation der Fahrzeuge der örtlichen Straßenbahn. Letztere wurden nach deren Ersatz durch Urbos 3 im Jahr 2011 ebenfalls zur Metro umbeheimatet.
Es handelt sich um fünfteilige Fahrzeuge, die mit Einholmstromabnehmern unter einer Oberleitung mit einer Gleichspannung von 750 V verkehren. Sie sind 31,26 m lang, 2,65 m breit und 3,39 m hoch. Ihre Einstieghöhe beträgt 350 mm, sie weisen 54 Sitz- und 221 Stehplätze auf. Die acht Fahrmotoren haben eine Gesamtleistung von 560 kW, die Höchstgeschwindigkeit beträgt 70 km/h.
Zunächst waren 17 Wagen vorhanden, zu denen nach 2011 die vier Urbos 2 der Straßenbahn hinzukamen. Aufgrund der Bahnsteiglängen können sie als Doppeltraktionen verkehren.